# ブラックワトル
ブラックワトル (Acacia mearnsii De Wild'.) は、マメ科ネムノキ亜科アカシア属に分類される常緑高木の一種。

## 名称の由来
1960年に、オーストラリアのブラックワトルは、一般的にAcacia decurrens Willd. ｖar. mollis LindlあるいはA. mollissima Wild.として知られていた。しかし歴史的にみると、1819年に、LindleyによってAcacia decurrens Willd. ｖar. mollisは、ブラックワトルで間違いないとされた。しかし、オーストラリアのブラックワトルをよく知る人の中では、Acacia decurrens Willd. ｖar. mollisはブラックワトルとは違うとされた。そして種として、ブラックワトルは、Acacia mollissimaとして一般的に知られているものであり、それは1809年にWildenowによって、ベルリンの栽培植物から最初に記述されたものである。
しかしながら英国のKew植物標本館においてドイツの植物博物館からのWildenowの言う標準サンプルを確認したところ、ブラックワトルではなかった。ブラックワトルには学名が与えられていないかのように思われていた。しかし1925年にベルギーのÉmile Auguste Joseph De Wildemanが初めてAcacia mearnsii De Wild.について記述した。この種ははじめて東アフリカで植林されたサンプルからE.A. Mearnsによって採取された。すなわち、オーストラリアのブラックワトルの学名はAcacia mearnsii De Wild.となった。
日本においては、本来ならば「ブラックワトル（Acacia mearnsii De Wild.）」のことを、今日においても「モリシマアカシア」と称している。これは、Acacia mollissimaと呼ばれていた時代に、モリシマアカシアと呼び、今でもそのまま呼ばれていると考えられる。本来のモリシマアカシアの学名は、Acacia mollissimaである。

## 分布
ブラックワトル（A. mearnsii De Wild.）は、オーストラリア大陸南東部とタスマニア島を原産地とし、西オーストラリア、インド、ハワイ島に自生しており、アフリカ、カリビアン、東アジア、ヨーロッパ、スリランカ、北アメリカ、ニュージーランド、南アメリカ、東南アジアに持ち込まれた 。約300000ヘクタールにおよぶブラックワトルの植林地は、南アフリカ、ブラジル、中国、ベトナムに確立されている  。

## 特徴
6-20mほどの高木で、草原や河原などに生育する。葉は二回羽状複葉で、棘はない。種子生産量の多さと種子の生存期間の長さにより、繁殖力は非常に高い。 

## アカシア樹皮抽出物の利用
ブラックワトルであるアカシア樹皮抽出物にはポリフェノールが含まれており、ポリフラボノイドやそれらの前駆体から構成されている。ポリフラボノイドは分子量300から3000の化合物から構成されているプロアントシアニジンである。このアカシア樹皮抽出物は商業的にアカシアの樹皮から熱水抽出で製造されている。その主要なポリフェノールは縮合型タンニンであり、フィセチニドール（fisetinidol）、ロビネチニドール（robinetinidol）、カテキン、ガロカテキン（gallocatechin）といったフラバン-3-オールを主としたフラボノイドから構成されている。
アカシアの樹皮は、皮なめしのための優れたタンニン原料のひとつとして1814年に初めて認められた。それ以来、熱水樹皮抽出物（タンニン）は、皮なめしのために利用されている。1960年代に南アフリカではタンニンの過剰生産が起こり、タンニンの価格が下がり、皮なめしの利用以外での利用が必要とされ、一方、オーストラリアの連邦政府の研究機関で1940年代以来タンニンの木材接着剤としての研究がなされて、アカシア樹皮抽出物の接着剤としての利用が初めて確立された。それ以来現在もなお、樹皮抽出物の接着剤としての利用がなされている 。
アカシア樹皮抽出物は、1994年に抗菌作用   の研究が行われ、それに続いて、抗酸化活性、抗ガン作用、抗酵素阻害（リパーゼ阻害 、α-アミラーゼ阻害  、グルコシダーゼ阻害）、抗糖尿と抗肥満作用などを有することが報告されている。またヒト臨床試験においても安全性に加え、食後血糖上昇抑制などが報告されている。2017年には、アカシア樹皮由来プロアントシアニジンを機能性関与成分とした食後血糖値の上昇を穏やかにする機能がある機能性表示食品として届出がなされている
。